# Мужская сборная Гватемалы по хоккею на траве
Мужская сборная Гватемалы по хоккею на траве — мужская сборная по хоккею на траве, представляющая Гватемалу на международной арене. Управляющим органом сборной выступает Ассоциация хоккея на траве Гватемалы (исп. Asociacion Deportiva Nacional de Hockey de Guatemala).
Сборная занимает (по состоянию на 6 июля 2015) 71-е место в рейтинге Международной федерации хоккея на траве (FIH).

## Результаты выступлений

### Мировая лига
- 2012/13 — 48-53-е место (выбыли в 1-м раунде)
- 2014/15 — ??-е место (выбыли в 1-м раунде)

### Игры Центральной Америки и Карибского бассейна
- 1982—2010 — не участвовали
- 2014 — 4-е место[2]